# Вега-де-Санта-Марія
Вега-де-Санта-Марія (ісп. Vega de Santa María) — муніципалітет в Іспанії, у складі автономної спільноти Кастилія-і-Леон, у провінції Авіла. Населення — 98 осіб (2010).
Муніципалітет розташований на відстані близько 90 км на північний захід від Мадрида, 20 км на північ від Авіли.

## Демографія
Динаміка населення (INE ):